# Cecilia Castaño
Cecilia Castaño Collado (Almería, 10 de febrero de 1953) es doctora en Ciencias Políticas, catedrática de Economía Aplicada y profesora de Departamento de Economía Aplicada V de la Universidad Complutense de Madrid. Es experta en tecnologías de la información y su efecto sobre el empleo y el trabajo de las mujeres. Ha realizado numerosas investigaciones sobre la brecha digital de género y el acceso de las mujeres a la Sociedad de la Información. En 2006 creó el Programa de Investigación sobre Género y Sociedad de la Información de la Universidad Abierta de Cataluña (UOC)id. Ha sido investigadora visitante de las universidades de Harvard, Massachusetts Institute of Technology y Berkeley.

## Trayectoria profesional
Se licenció en Ciencias Políticas por la Universidad Complutense de Madrid en 1974 y se doctoró en 1983 con la tesis La Industria del Automóvil en España: Efectos de los procesos de cambio tecnológico sobre las condiciones del mercado de trabajo
En 1975 inició su carrera docente en la Facultad de Ciencias Políticas y Sociología de la UCM y en 1976 pasó a formar parte del Departamento de Estructura Económica del que desde 1992 es Catedrática.
De 1977 a 1999 fue asesora en el Gabinete Técnico del Sindicato Comisiones Obreras. Entre 1983 y 1984 fue asesora en el Gabinete Técnico del Ministro de Trabajo y Seguridad Social del Gobierno de España, con el ministro Joaquín Almunia. 
De 1984 a 1985 fue miembro del Equipo de Investigación sobre Nuevas Tecnologías, Economía y Sociedad, dirigido por el sociólogo Manuel Castells. De 1987-1988 fue colaboradora del Programa OGEIN (Organización y Gestión de la Innovación) de la Fundación Empresa Pública del Instituto Nacional de Industria.
A mediados de los años 90, reorientó su trayectoria investigadora desde los estudios sobre el impacto del cambio tecnológico en el mercado de trabajo  al análisis de la relación entre género y tecnologías de la información publicando en 1999 el trabajo "Diferencia o discriminación. La situación de las mujeres en el mercado de trabajo y el impacto de las tecnologías de la información".
De 2000 a 2005 dirigió proyectos de investigación en el Instituto de Desarrollo Regional de la Universidad de Sevilla y de 2000 a 2006 en Servilab (Laboratorio de Investigación del Sector Servicios), de la Universidad de Alcalá de Henares.
En 2002 participa en la creación de la Comisión de Igualdad de la Facultad de Políticas de la UCM.
De 2003 a 2008 fue miembro del Comité Científico del Internet Interdisciplinary Institute (IN3) de la Universidad Abierta de Cataluña dirigido por Manuel Castells; miembro del Consejo Asesor de la Escuela de Relaciones Laborales de la Universidad Complutense y miembro de la Junta Consultiva de la Universidad Complutense de Madrid.
En 2005 publica Las mujeres y las tencologías de la información. Internet y la trama de nuestra vida un libro en el que analiza en qué medida y por qué vías contribuyen las tecnologías de la información a la plena incorporación de las mujeres a la actividad económica y social y sus efectos, planteando las nuevas formas de desigualdad de género producidas por el analfabetismo digital.
De 2006 a 2012 dirigió del programa de investigación Género y TIC en el Internet Interdisciplinary Institute (IN3) de la Universidad Abierta de Cataluña creado para analizar las barreras a la incorporación y permanencia de las mujeres en los estudios universitarios, la investigación y las empresas del ámbito de las tecnologías de la información, así como de las políticas que desde distintos ámbitos se ponen en práctica para superar dichas barreras.
También lidera el Observatorio e-Igualdad de la Universidad Complutense de Madrid que desde 2006 estudia la situación de la incorporación de la mujer a Internet en España y Europa.
En 2007 fue Visiting Scholar en el Minda de Gunzburg Center for European Studies de Harvard University.
En 2008 publicó "La segunda brecha digital" incorporando al debate sobre la brecha digital de género la necesidad de poner atención no solo en la conectividad sino en el uso que hombres y mujeres hacen de la tecnología.
En 2015 dirigió el libro colectivo "Las mujeres y la gran recesión" en el que se analiza los datos de la crisis y su repercusión sobre los derechos de las mujeres.
Es miembro del Consejo Editorial de la Colección Feminismos de la Editorial Cátedra y miembro del Consejo de Redacción de la revista Política y Sociedad de la Facultad de Ciencias Políticas y Sociología (desde 1997) y colabora en diversos medios de comunicación.

## Segunda brecha digital

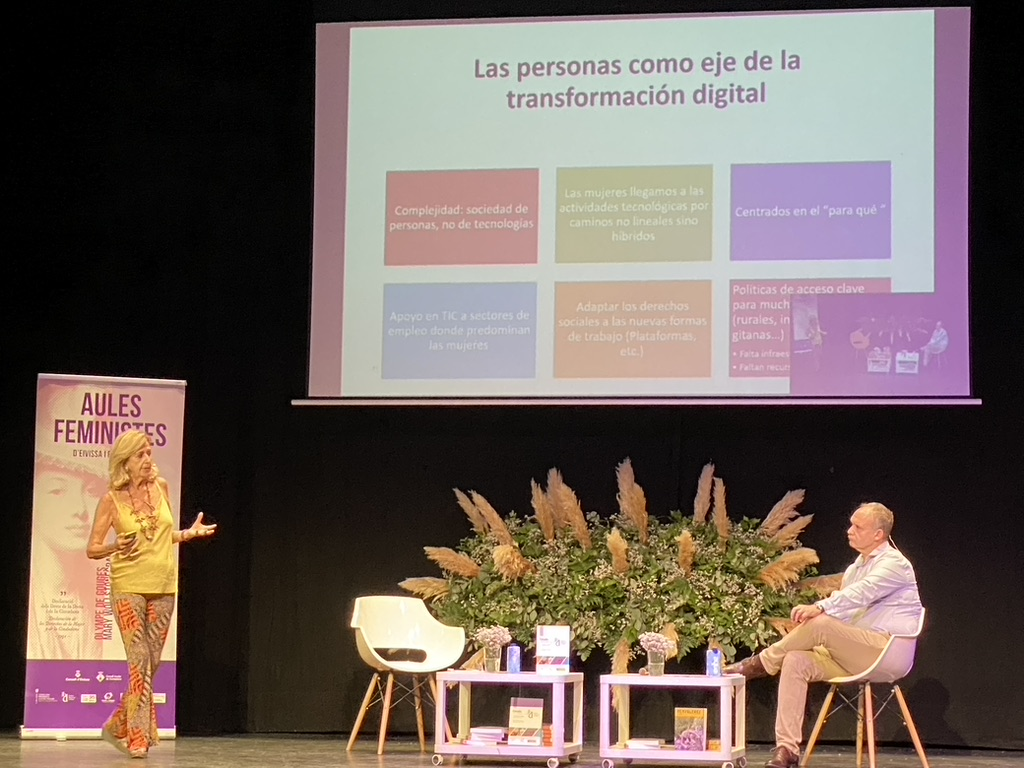
Cecilia Castaño en las Aulas Feministas de Ibiza y Formentera 2022

Castaño ha dedicado diversos trabajos al análisis de la brecha digital del género y ha investigado y alertado sobre la existencia de  la "segunda brecha digital de género" referida no solo a la desigualdad en el acceso sino también en el uso diferente que hombres y mujeres hacen de la tecnología.

La relevancia de la primera división o brecha digital está relacionada sobre todo con la calidad del acceso a Internet. Pero la disponibilidad técnica y la calidad del acceso son condición necesaria, aunque no suficiente, para el acceso. El acceso a Internet es un fenómeno social y las condiciones sociales del acceso son importantes. Entre ellas, la más relevante es la habilidad para utilizar las tecnologías, lo que hemos denominado digital literacy o digital fluency, que constituyen las líneas de corte de la segunda división digital.
"La segunda brecha digital y las mujeres". Cecilia Castaño

## Publicaciones

### Libros y artículos
- Cambio tecnológico y mercado de trabajo en la industria del automóvil. (1985) Ministerio de Trabajo y Seguridad Social, ISBN 84-7434-272-4
- Tecnología, empleo y trabajo en España. (1994) Alianza Editorial  ISBN 978-84-206-6402-6
- Salud, dinero y amor: Cómo viven las mujeres españolas de hoy. (1996) Alianza Editorial
- Las mujeres y las tecnologías de la información: Internet y la trama de nuestra vida. (2005) Cecilia Castaño Collado. Alianza Editorial 84-206-9112-7
- Las mujeres y las tecnologías de la información. Internet y la trama de nuestra vida. (2005) Alianza
- La segunda brecha digital. (2008) Ediciones Cátedra, ISBN 9788437624754
- Mujeres y poder empresarial en España. (2009) Cecilia Castaño Collado, Joaquina Laffarga Briones, Carlos Iglesias Fernández, Pilar de Fuentes Ruiz, Juan Martín Fernández,Raquel Llorente Heras, María J. Charlo, Yolanda Giner Manso, Susana Vázquez Cupeiro, Miriam Núñez Torrado, José Luis Martínez Cantos Madrid : Instituto de la Mujer  978-84-692-4022-9
- Género y TIC. Presencia, posición y políticas. (2010) UOC Ediciones[14]
- Género, ciencia y tecnologías de la información. (2014) Juliet Webster y Cecilia Castaño . Editorial Aresta. ISBN 9788494145667
- Las mujeres en la gran recesión (2015) Olga Cantó Sánchez; Cecilia Castaño Collado; Inmaculada Cebrián López; Diego Dueñas Fernández; Juan Antonio Fernández Cordón;Carlos Iglesias Fernández; Raquel Llorente Heras;Miguel Ángel Malo Ocaña; Juan Martín Fernández;José Luis Martínez Cantos; Gloria Moreno Raymundo; Constanza Tobío. Editorial Cátedra. ISBN 978-84-376-3373-2
- Cecilia Castaño Collado (2017) “La Nueva Gestión pública y las Políticas de Género en las Universidades” Investigaciones Feministas Vol 7, nº 2, 225-245
- José Luís Martínez Cantos y Cecilia Castaño (2017) “La brecha digital de género y la escasez de mujeres en las profesiones TIC” Panorama Social nº 25, Primer Semestre, 49-65.
- Oscar Pérez Zapata, Amparo Serrano Pascual, Gloria Álvarez Hernández, Cecilia Castaño Collado (2016) “Knowledge work intensification and self-management: the autonomy paradox” Work Organisation, Labour & Globalisation, Volumen 10, Winter, p. 27-4
- Oscar Pérez Zapata, Arturo Lahera Sanchez, Cecilia Castaño (2015) “Sostenibilidady calidad del trabajo en riesgo: la intensificación del trabajo del conocimiento” Revista del Ministerio de Trabajo y Asuntos Sociales. Nº 116, 175-212.
- Castaño C., Vázquez-Cupeiro, S. and Martínez-Cantos J.L. (2019) Gendered management in Spanish universities: Functional segregation among vice-rectors. Gender and Education, 31(8): 966-985.
- Mujeres y digitalización. De las brechas a los algoritmos (2020) Milagros Sáinz; Lidia Arroyo; Cecilia Castaño; Instituto de la Mujer y para la Igualdad de Oportunidades, Ministerio de Igualdad DOI: 10-30923/MujDigBreAlg-2020 https://www.inmujer.gob.es/diseno/novedades/M_MUJERES_Y_DIGITALIZACION_DE_LAS_BRECHAS_A_LOS_ALGORITMOS_04.pdf
- Nuestras Vidas Digitales. Barómetro de la e-igualdad en España (2020) José Luís Martínez Cantos (Coordinador); Cecilia Castaño Collado; Lorenzo Escot Mangas; Adolfo Roque Díaz; Equipo de Investigación de la Universidad Complutense de Madrid; Instituto de la Mujer y para la Igualdad de Oportunidades, Ministerio de Igualdad NIPO: 049-20-004-4 https://www.mineco.gob.es/stfls/mineco/ministerio/igualdad/ficheros/NuestrasVidasDigitalesEdicAbril2020.pdf